# Es la economía, estúpido
«La economía, estúpido» (the economy, stupid), fue una frase muy utilizada en la política estadounidense durante la campaña electoral de Bill Clinton en 1992 contra George H. W. Bush (padre), que lo llevó a convertirse en presidente de los Estados Unidos. Luego la frase se popularizó como «es la economía, estúpido» y la estructura de la misma ha sido utilizada para destacar los más diversos aspectos que se consideran esenciales.

## Origen de la frase
Poco antes de las elecciones de 1992, Bush era considerado imbatible por la mayoría de los analistas políticos, fundamentalmente debido a sus éxitos en política exterior, como el fin de la Guerra Fría y la Guerra del Golfo Pérsico. Su popularidad entonces había llegado al 90 % de aceptación, un récord histórico. En esas circunstancias, James Carville, estratega de la campaña electoral de Bill Clinton, señaló que este debía enfocarse sobre cuestiones más relacionadas con la vida cotidiana de los ciudadanos y sus necesidades más inmediatas. Con el fin de mantener la campaña enfocada en un mensaje, Carville pegó un cartel en las oficinas centrales con tres puntos escritos: 
1. Cambio vs. más de lo mismo.
2. La economía, estúpido.
3. No olvidar el sistema de salud.

Aunque el cartel era solo un recordatorio interno, la frase se convirtió en una especie de eslogan no oficial de la campaña de Clinton, que resultó decisivo para modificar la relación de fuerzas y derrotar a Bush, algo impensable poco antes.

## Adopción popular y extensión
La frase se instaló en la cultura política estadounidense y también internacionalmente. Usualmente se expresa precedida de la palabra «es». Adicionalmente, la estructura de la expresión, orientada a destacar lo esencial en determinada situación, ha sido utilizada para referirse a otras cuestiones consideradas esenciales, como «¡es el déficit, estúpido!», «es la empresa, estúpido», «son las matemáticas, estúpido», «son los votantes, estúpido». etc.